# إمارة إيليغ

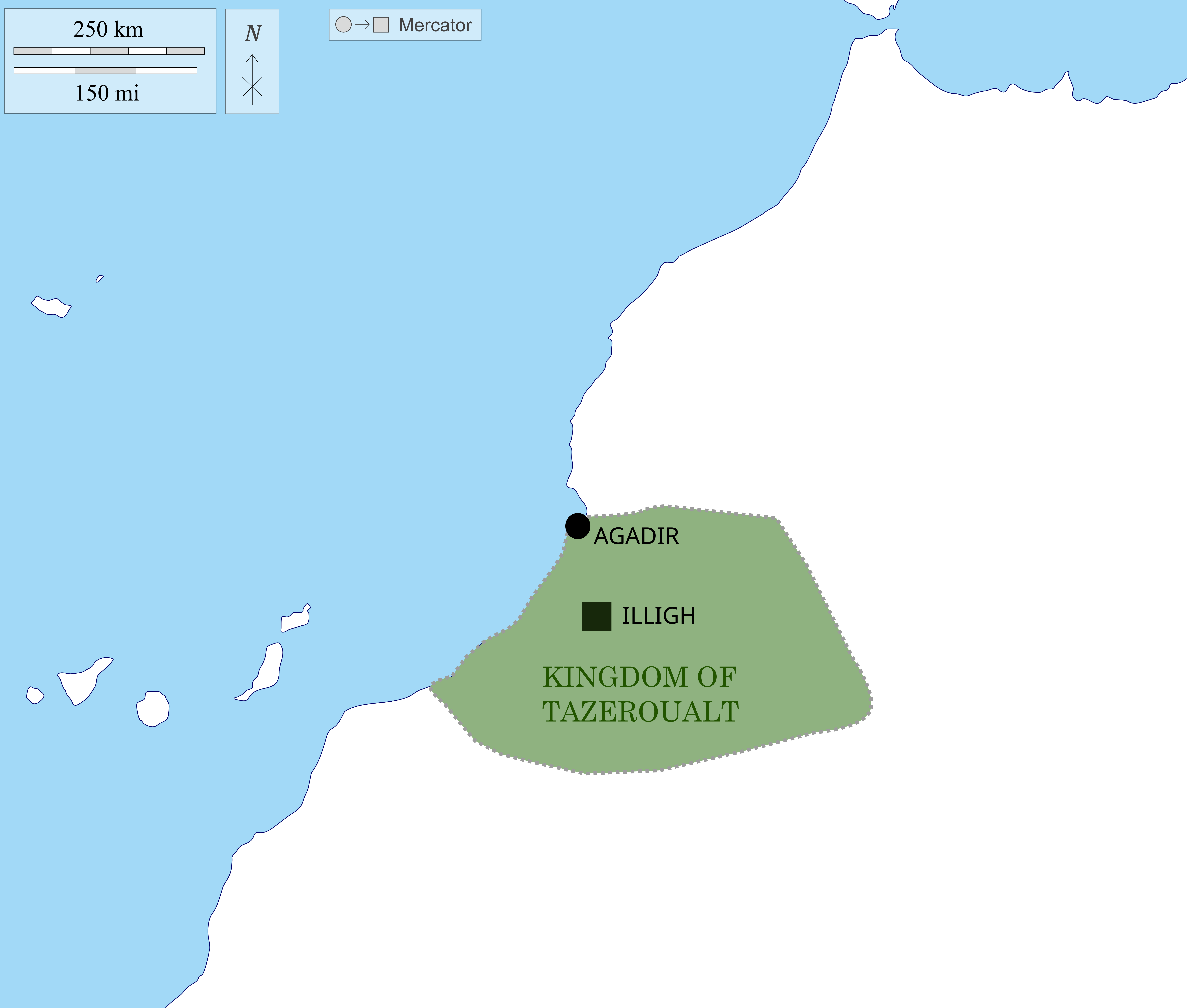
مملكة تزروالت (من القرن السابع عشر حتى القرن التاسع عشر)

إمارة إيليغ أسسها أبو حسون السملالي، المشهور ببودميعة، في أواخر عهد الدولة السعدية. وفي يوم الأحد 15 صفر 1081هـ دخلها السلطان العلوي الرشيد بن الشريف، وأعلنت بلاد سوس طاعتها، وتعرضت عاصمتها ايليغ للهدم في إطار حملته للقضاء على الإمارات وتوحيد المغرب الأقصى.

## تاريخ
بعد وفاة السلطان السعدي أحمد المنصورالذهبي سنة 1603م تنازع أبناؤه الحكم فوقعت فتنة وانقسامات مختلف جهات المغرب، فظهرت عدة إمارات كإمارة العلويين وإمارة الدلائيين وإمارة الشيخ يحي الحاحي. ونظرا لما كانت  تتمتع به زاوية سيدي احمد أوموسى من وجود قوي في منطقة سوس حيث تولت عدة مهام اجتماعية واقتصادية ودينية منذ تأسيسها في القرن السادس عشر، فقد استطاعت اخضاع سكان المنطقة وتنظيمهم زمن ضعف «الدولة» المركزية.  لقد ازداد عدد الملتفين حول هذه الزاوية مستفيدة من  انتشار الوباء والمجاعة والفوضى فكان لابد من قوة تنشر النظام وتقضي على الفتن، لذا التف سكان سوس حول أبناء وحفدة الشيخ سيدي أحمد أوموسى كإبراهيم بن محمد بن الشيخ والحسن بن علي. أحد حفدة سيدي أحمد اوموسى، هو أبو حسون السملالي الذي عرف ببودميعة. تمت مبايعته أول الأمر بمنطقة إفران أطلس الصغير قبل ان يزكيه العلماء وشيوخ القبائل بزاوية جده بتازروالت وتمكن من الاستيلاء على منطقة درعة بعد معارك دامت ثلاث سنوات، وكانت ممرا للقوافل التجارية المتجهة والآتية من افريقيا جنوب الصحراء، بعد ذلك اتجه إلى القضاء على إمارة الحاحيين بتارودانت ولم يتم له الأمر إلا بعد وفاة يحيى الحاحي سنة 1630م. فاستولى على أكادير وتافيلالت وأثناء ذلك تم إلقاء القبض على مولاي الشريف العلوي وسجنه في حصن تكجكالت بإيليغ وأهداه هناك جارية ولد معها ابنه اسماعيل وامتد نفود إمارة بودميعة على السودان الغربي. تفرق أبناء بودميعة بعد وفاة بودميعة البالغ عددهم 22 ولدا، أدى إلى ضعف قوتهم فكانت نهاية إمارة السملاليين على يد مولاي الرشيد العلوي الذي ساعدته قبيلة أيت جرار للسيطرة إلى إيليغ بعد معارك طاحنة ربيع الأول 1081هـ / 1670م
فأوقع السلطان العلوي بأهل قلعة إيليغ، دار ملك أبي حسون، فاستولى عليها وقتل منهم بسفح الجبل أكثر من 2000. تفرق السملاليون في الصحراء وخفت دورهم السياسي وكانت علاقتهم بالعلويين علاقة توتر مستمر، فبعد وفاة المولى إسماعيل اعقبته عدة توراث بالمنطقة كثورة الطالب صالح بأكادير سنة 1748م وثورة بوحلايس سنة 1792 وبقي النفوذ الروحي لحفدة سيدي أحمد أوموسى ساريا.